# Mazouna
Mazouna (en arabe : مازونة) est commune de la wilaya de Relizane en Algérie. C'est une petite ville historique située au centre des monts du Dahra, à l'ouest d'Alger. C'est l'ancienne capitale des Maghraouas au moyen âge, et le premier siège du beylik de l'Ouest à l'époque ottomane. Sa medersa a joué un rôle important durant cette période, comme haut lieu de culture et de théologie.

## Toponymie
Plusieurs versions expliquent la nomination de Mazouna. Le vocable Mazouna est associé étymologiquement au mot latin « Masuna » qui réfère à une cité romaine dans les environs de Sidi M'Hamed Ben Ali ou Massina, Roi de cette cité. D'autres légendes se rapportent à celle de la Princesse ou celle du Berger.
Il existe deux explications dans la langue berbère. D'abord, on trouve l'explication selon laquelle Māzūna dériverait de l'adjectif qualificatif amezzian (féminin : tamezziant), qui signifie « petit ». Ensuite, Masuna (ou "Mess-Una.") est un groupe nominal qui peut être interprété comme signifiant « maître d'Una » ou « celui d'Una ». On pourrait également le lier à la tribu berbère éponyme Mazoune, peut être du tamazight ⵎⵙ [ms] 'apparenté' , 'proche parent'.
Certains récits lui attribuent le nom d'une tribu berbère zénète appelée Massoune. Il existe aussi deux légendes locales auxquels croient la population : un trésor appelé (mawzouna) d'une reine qui vivait à Mazouna ; et une source d'eau attribuée à une femme nommée Zouna (maà Zouna).
Mazouna a gardé des noms de lieux très anciens qui ne semblent pas avoir été changés durant la période coloniale. Elle est entourée de noms d'origine berbère tels que Tamda, Tayssert, Tabegrit, Tinessri, Yajedir, Ouled Meziane, Ouarizan, Taougrit, Ain Merane et Senhadja.

## Géographie

### Localisation
Mazouna se situe au Nord de la wilaya de Relizane. Nichée à plus de 300 mètres d'altitude dans les collines du Dahra, la ville est située sur un piton difficile d'accès dominant d'importantes voies stratégiques et économiques sur les plaines de la vallée du Chellif et de Relizane-Oued Rhiou. Son site est bien mis en valeur par les confluences des oueds Bou Mata et Ouarizan.
Mazouna se trouve à proximité des confins orano-algérois, à 72 km au nord-est de son chef-lieu Relizane, à 29 km au nord de Oued Rhiou, à 210 km de la capitale et à 145 km d'Oran.
| Sidi M'hamed Ben Ali | Sidi M'hamed Ben Ali | Aïn Merane (wilaya de Chlef) |
| El Guettar           | Mazouna              | Aïn Merane                   |
| El Guettar           | Ouarizane            | Sobha                        |

### Localités
En 1984, la commune de Mazouna est constituée à partir des lieux-dits et localités suivants :
- Mazouna
- Sidi Adda
- Hassasna
- Boualoufa
- Tamda
- Khemarissa
- Meaaziz
- Ouled Meziane
- Sidi Abdelkader
- Sidi Belmehel
- Ain Djina
- Nekakza
- Sidi Azaiz
- Kaab
- Kouasem
- Aouinet Dib

### Climat
Le climat à Mazouna, est chaud et tempéré. En été, les pluies sont moins importantes qu'elles ne le sont en hiver. La classification de Köppen est de type Csa. La température moyenne  est de 16.3 °C et la moyenne des précipitations annuelles dépasse 400 mm.
| Mois                                | jan. | fév. | mars | avril | mai | juin | jui. | août | sep. | oct. | nov. | déc. | année |
| ----------------------------------- | ---- | ---- | ---- | ----- | --- | ---- | ---- | ---- | ---- | ---- | ---- | ---- | ----- |
| Température moyenne (°C)            | 10   | 11   | 12   | 15    | 19  | 23   | 27   | 27   | 24   | 19   | 14   | 10   | 18    |
| Précipitations (mm)                 | 47   | 55   | 42   | 41    | 34  | 12   | 3    | 7    | 14   | 48   | 52   | 62   | 423   |
| Nombre de jours avec précipitations | 8    | 9    | 8    | 7     | 6   | 2    | 1    | 1    | 3    | 6    | 7    | 8    | 71    |

### Voies de communication et transports

#### Routes
La ville est traversée par la route nationale RN90 selon un axe Nord - Sud. Au Nord, la route mène à Mostaganem via Sidi M'Hamed Ben Ali puis Mediouna ; au Sud, à Ouarizane et à Oued Rhiou où elle rejoint l'Autoroute Est-Ouest. Le chemin de wilaya (CW101) relie la ville à Aïn Merane et Chlef à l'Est et à Sidi M'Hamed Ben Ali à l'Ouest.

#### Aéroport
L'aéroport le plus proche est celui de Chlef, l'aéroport Aboubakr Belkaid, situé à 45 km à l'Est.

## Histoire

### Antiquité
L'histoire de Mazouna remonte à l'époque romaine. Le chroniqueur espagnol Luis del Mármol Carvajal qui l'a décrite au xvie siècle, mentionne qu’il a vu des monuments romains. Selon Stéphane Gsell, des vestiges de très basse époque, contemporains des inscriptions d’Altava ont été trouvés. Par sa situation géographique, Mazouna avait vocation d'une capitale régionale et a pu être auparavant la capitale du royaume de Masuna.
Hassan al-Wazzan est le seul auteur arabe qui parle de l'origine antique de la ville, toutefois il est hésitant sur le fait qu'elle soit une construction romaine. En ce qui concerne les vestiges antiques, on a retrouvé de nombreux tessons de poteries romaine dans le quartier de Bou Halloula.

### Moyen Âge
Vieille cité berbère, Mazouna était la capitale de la fraction des Bani Mendil de la tribu des Maghraouas, grande peuplade berbère. Elle s'est affirmée depuis le milieu du Moyen Âge et a joué un rôle important dans son cadre régional en tant que centre artisanal et un foyer culturel. Le tissu démographique local de la population : les Maghraouas, une branche des Zénètes, s'est successivement enrichi par les Arabes, les Andalous et enfin les Turcs.
Ibn Khaldoun suppose que la ville est fondée par Mendil Ibn Abdelrahmane de la tribu Maghraouas en 1170. Elle est dominée pendant des siècles par les Hammadides, les Almohades et les Zianides. Ces derniers installèrent un gouverneur dans la ville, dès le règne de Yaghmoracen Ibn Ziane.
Les principales ressources des habitants se trouvaient dans les produits provenant de leurs champs et jardins, comme l'ont souligné les auteurs successifs Al-Idrisi, Abd al-Mun'im et Al-Wazzān. Al Idrissi décrit au XIIe siècle, une ville prospère avec ses marchés, mais ne fait pas allusion à son ancienneté. Al-Wazzan mentionne que les Mazouniens étaient aussi de bons tisserands.

### Période ottomane

Les provinces de la Régence d'Alger

Mazouna est la première capitale du beylik de l'Ouest pendant la régence d'Alger, jusqu'en 1701, époque où le siège du bey est transporté à Mascara, pour passer ensuite à Oran en 1791. Sous les Ottomans, Mazouna est un centre de rayonnement religieux et occupant une position stratégique sur le plan militaire. Cinq cents Kouloughlis composent la garnison de la ville, car celle-ci ne possède pas de fortifications.
Le premier gouverneur est Ben Khedidja, il avait l'autorité du pays et réorganise la région. Quelques beys se sont illustrés en particulier les beys Souag, Sayah et Chabane Bey qui fait la guerre contre les Espagnols d'Oran, il mourut en assiégeant Oran. Au début du XIXe siècle, la cité compte 2 500 à 3 000 habitants, elle se situe parmi les petites villes de l'Algérie précoloniale à l'instar de Kalaa et Nedroma. Sa population est composée d'environ 75 % de hadars et une minorité de koulouglis. La ville était spécialisée dans la fabrication des haiks.
Après le départ des beys, Mazouna devint la résidence du caïd des Maghraoua, qui avait sous ses ordres les Achaacha, Ouled Riah, Ouled Khelouf et Beni Zenthis. Les autres tribus du Dahra constituaient le caïda des Beni Zeroual.

### Période coloniale

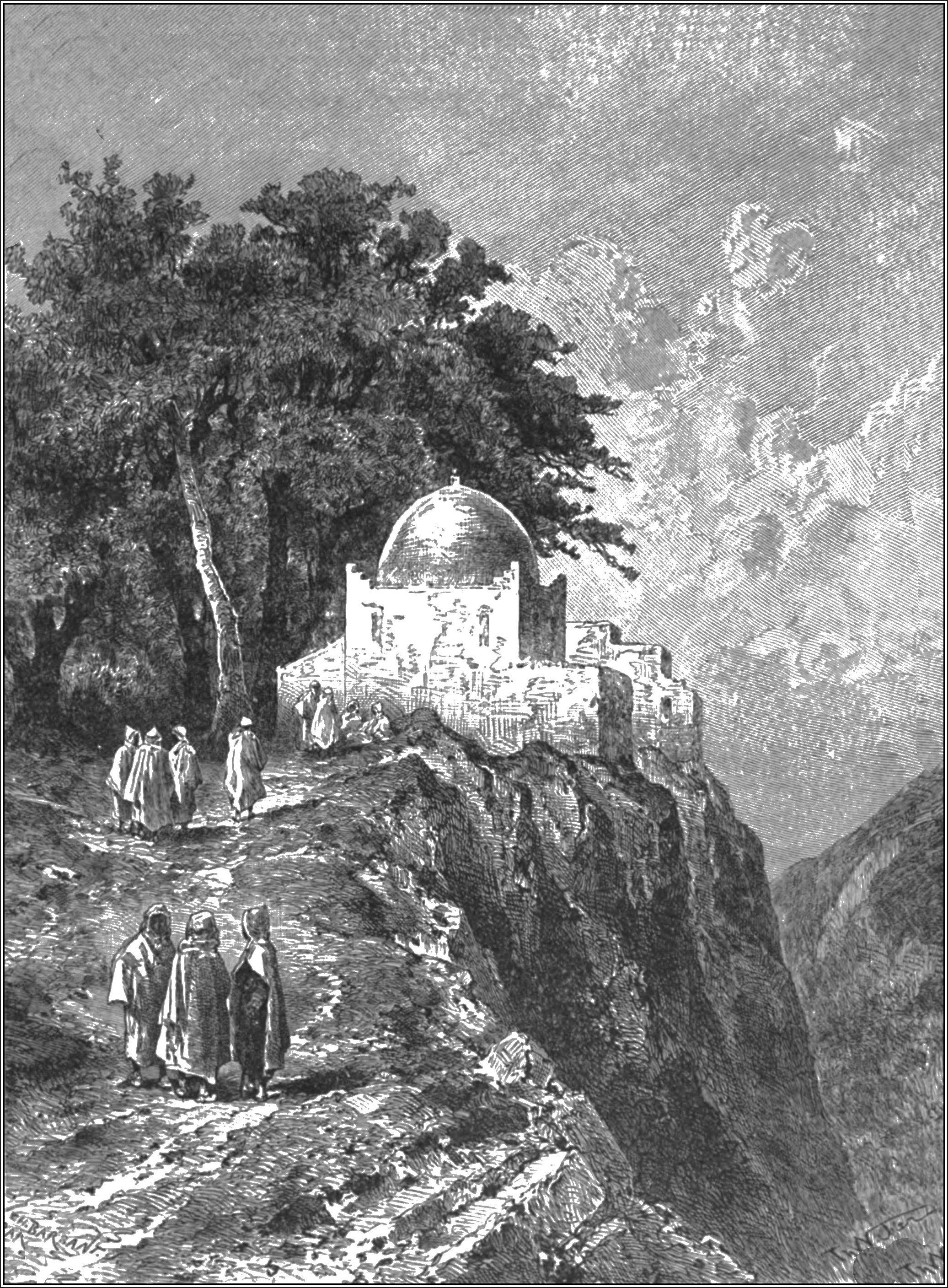
La zaouïa au XIXe siècle.

Lors de la colonisation française de l'Algérie, la ville se démarque tant par sa résistance que par la violence de la répression française. L'armée coloniale y a recours aux «destructions, incendies, pillages et extermination, à grande échelle, par enfumade (sic) perpétrée et répétée dans les grottes où se réfugiaient hommes, femmes, enfants et troupeaux.» .
La cité subit un déclin durant la période coloniale et connaît une désorganisation précoce, en conséquences du développement sur son territoire d'un centre de colonisation de Renault et de son éloignement des axes de circulations de la plaine. Sa population passa de 5 665 habitants en 1866 à 13 233 habitants en 1948. Elle alterne des phases de croissance démographique, de stagnation et de décroissance.

## Administration

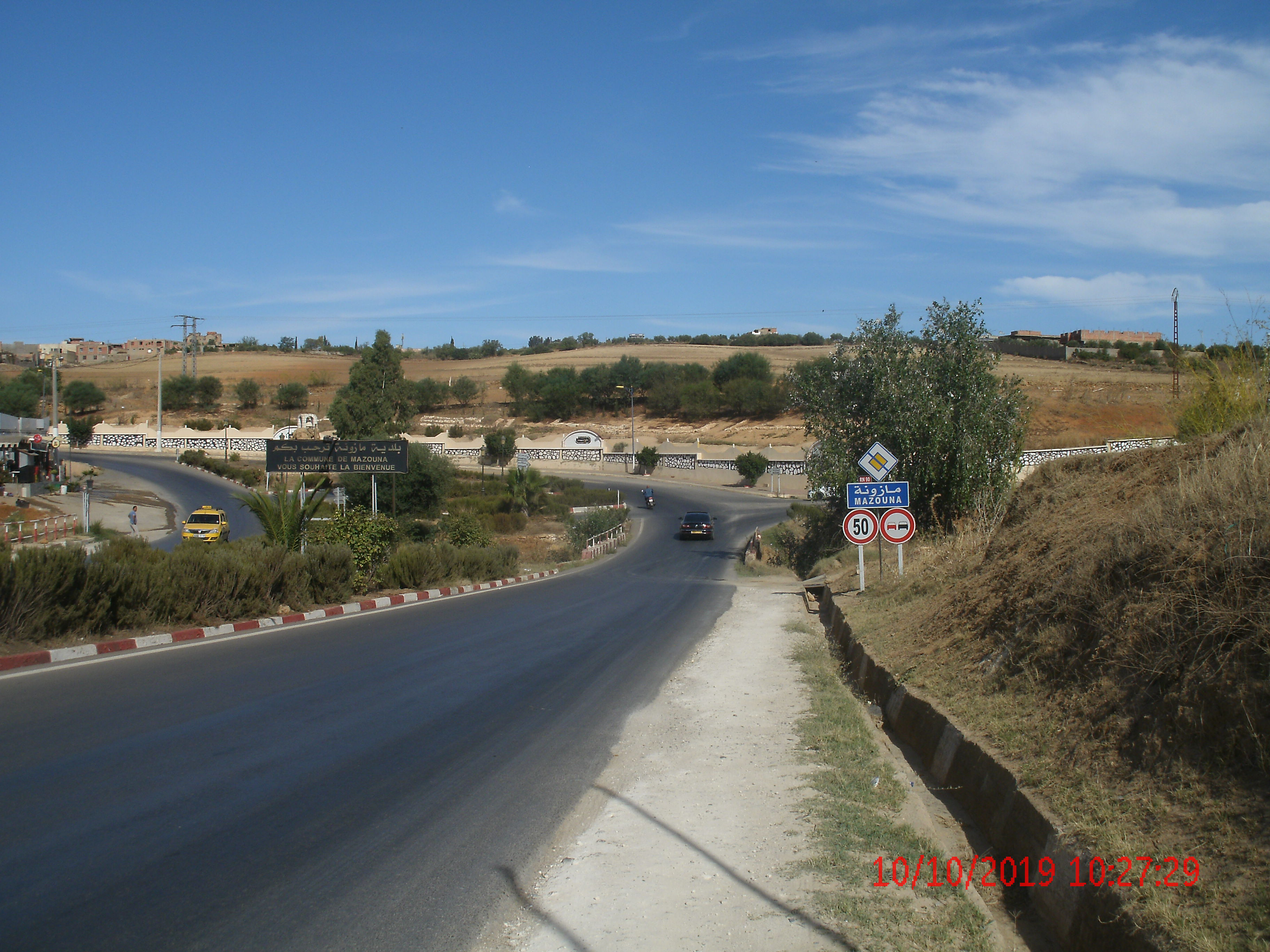
L'entrée de la commune.

L'autonomie administrative de Mazouna est ancienne. En 1946, elle est instituée en centre communal, contrôlé par l'administrateur de la commune mixte de Renault (Sidi M'Hamed Ben Ali actuellement). En 1957-58, elle devient elle-même une commune, contrôlée par un sous-préfet. En 1967, Mazouna est promue commune de plein exercice, puis daïra,.

## Démographie
Selon le recensement général de la population et de l'habitat de 2008, la population de la commune de Mazouna  est évaluée à 26 044 habitants contre 22 544 en 1998, l'agglomération chef-lieu compte 15 977 habitants. C'est la huitième commune la plus peuplée de la wilaya de Relizane.

## Urbanisme
Mazouna est divisée en deux secteurs: la vieille ville de Mazouna surnommée El Hofra (« Le trou ») par les locaux, est une cité qui a gardé un cachet typiquement algérien précolonial. Elle compte cinq quartiers qui disposent chacun d'une mosquée. Elle est parcourue par une série de ruelles et d'impasses, qui convergent vers la place centrale où se trouve le marché et la mosquée. Les vieilles maisons n'ont pas d'étages, mais plutôt une grande terrasse et une grande cour centrale à partir de laquelle se repartissent les différentes pièces de la maison.
L'un de ces quartiers est situé sur la berge occidentale de l'oued Ouaghizane. Il y avait également des sous-quartiers, qui étaient habités par des Turcs et des Juifs. Aucun édifice colonial ne se trouve dans la ville, sauf deux écoles. En effet, Mazouna est le type des cités précoloniales que, par suite de leur position montagnarde, la colonisation a marginalisées. Une nouvelle ville a été construite après l'indépendance.

## Culture et patrimoine

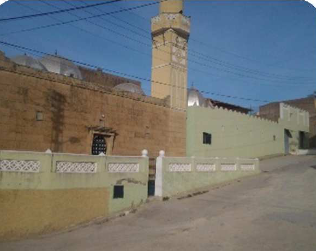
La médersa de Mazouna.

Mazouna est une agglomération qui représente une ville traditionnelle. Elle est le berceau de la confrérie Sanousiyya dont la zaouïa se dresse sur une hauteur voisine.
Sa médersa était réputée dans le passé comme centre de théologie et de savoir, elle permettait notamment aux talaba (élèves) d'obtenir le titre de qadi (juge). Elle a poursuivi sa tache jusqu'en 1956, ce qui a contribué au développement exceptionnel des fonctions culturelles de la ville. La ville s'est dotée en outre des écoles coraniques, d'écoles primaires (officielles) durant la période coloniale. Les habitants réclamaient l'instruction pour les enfants des deux sexes, elle a disposé d'une école de filles indigènes dans les années 1930. Ainsi, après l'indépendance du pays, Mazouna était le seul centre qui compte 100 % d'enfants scolarisé. Les Mazounis étaient largement représentés dans les administrations régionales et centrales.
Le parler arabe de Mazouna ou le « Mazouni », est un parler typiquement conservateur, mais il est caractérisé par des emprunts lexicaux qu'il garde toujours et qui font sa spécificité. Il se distingue notamment au niveau du vocabulaire des autres parlers environnants, et il est toujours utilisé par les locuteurs jeunes. Il se caractérise par une forte présence d'emprunts lexicaux, voire morpho-syntaxiques au berbère et plus particulièrement au chenoui, une variété du berbère du Dahra.
La ville organise la manifestation Qacidat melhoun fi kounache Mazouna (« poésie du Melhoun au carnet de Mazouna »). Cette ville était une référence dans la poésie du genre melhoun. Elle abritait une commission de haut niveau permettant aux poètes de diverses régions du pays d´enregistrer des poèmes distingués au carnet de Mazouna (kounache Mazouna).

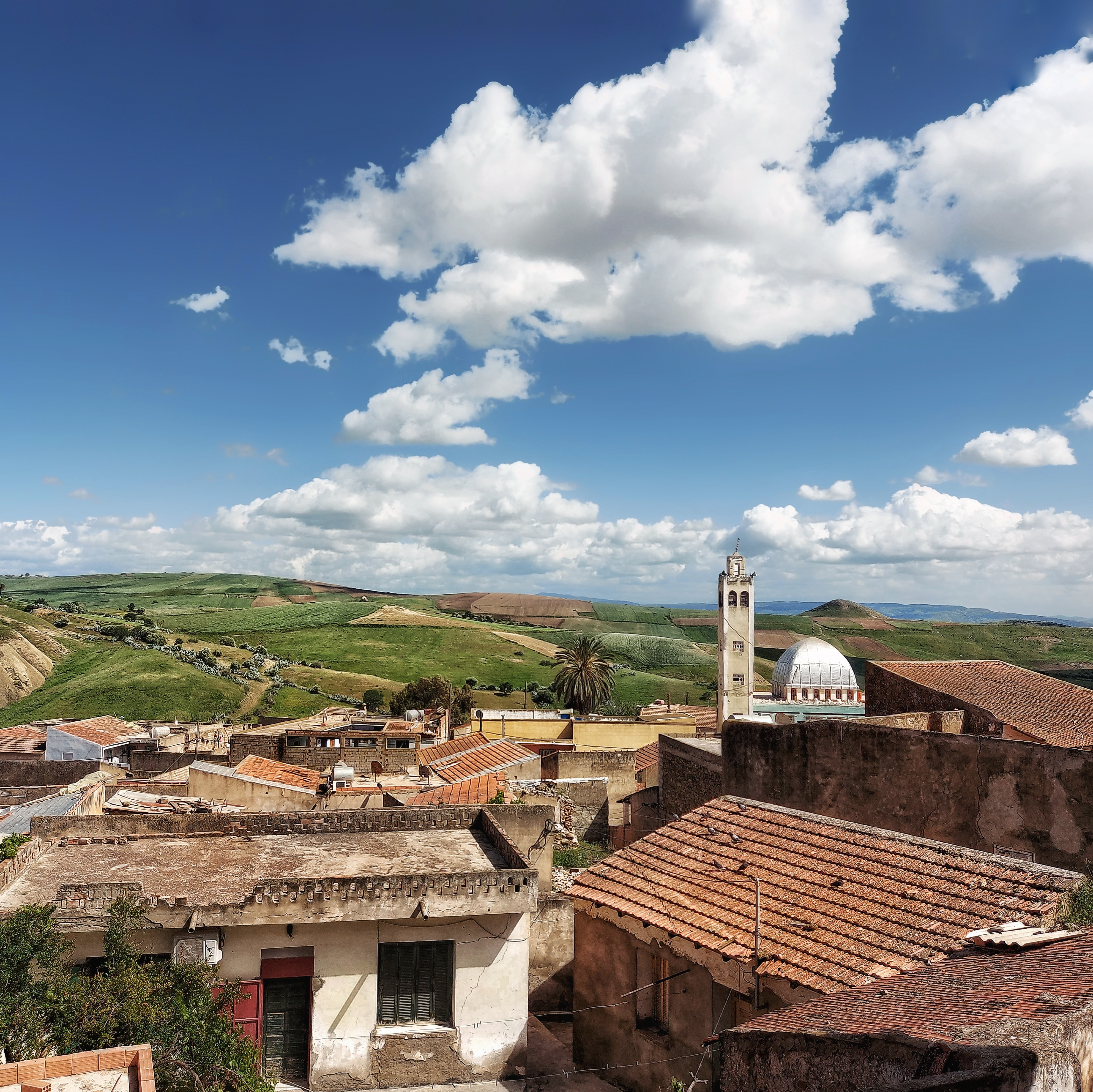
Habitat de la vieille ville.

La direction de la Culture de la wilaya de Relizane a procédé au classement de la vieille-ville, qui abrite des édifices culturels dont le vieux tribunal.
Elle dispose de la medersa et la mosquée de Sidi M’hamed Bencharef, qui remonte à la fin du XVIIe siècle. La mosquée recèle plusieurs vestiges qui remontent à plusieurs siècles dont des manuscrits et livres, mais aussi une chaise en bois.
Elle recèle dans ses khizanètes (bibliothèques traditionnelles incrustées dans des murs en terre glaise) des manuscrits très anciens et variés traitant de l'histoire de la région, de ses fondateurs, de ses savants et de ses habitants et des traces hagiographiques. Elle est également connue à travers ses Nawâzil : compilations de règles de jurisprudence pour gérer des conflits familiaux ou sociaux.

## Personnalités liées à Mazouna
- Mendil Ibn Abderrahmane : fondateur de la ville de Mazouna en 1170 et un chef de la tribu des Maghraoua[42].
- Bou Kredidja : premier bey de l'Ouest instauré vers 1563 par Hassan Pacha[43].
- Moulay Belhamissi : historien, écrivain et professeur universitaire y est né[44].
- Abu Imran Moussa ibn Aissa al-Mazouni, juriste et cadi médiéval.
- Yahia al-Mazouni, savant médiéval[5].